# Интонација (лингвистика)
Интонација је у лингвистици систем прозодијске организације говора и огледа се на јединицама говора већим од једног слога. Интонациона сфера говора непосредно зависи од семантичког плана изражавања, па њоме говорник постиже обиље варијанти и могућности да мења и модификује, у овом погледу, сваки свој исказ и да и најмању промену у значењу успешно искаже финим нијансирањем. 

## Функције интонације
Интонација може доприносити приказу расположења (нпр. изненађеност, ироничност), моће имати граматичку функцију (нпр. миран или падајући тон је везан за изјаве или обавештајне реченице, док је растући тон везан за питања), давање значаја одређеном делу реченице (нпр. у реченици „Данас идем у школу.”, наглашавањем речи данас, идем и школу појединачно постижемо три различита значења ове реченице), итд.